# Koutníkovití
Koutníkovití je čeleď pavouků. Patří do ní 122 druhů pavouků rozdělených do rodů Loxosceles a Sicarius. Kromě specificky uspořádaných šesti očí je jejich hlavním poznávacím znamením skvrna ve tvaru houslí na hlavohrudi a silný jed způsobující nekrózu tkáně, loxoscelismus.
Pavouci rodu Loxosceles jsou rozšířeni téměř po celém světě, především pak v teplejších oblastech (jih Severní Ameriky, oblast Středozemního moře). Zástupci rodu Sicarius jsou pouštní pavouci rozšíření především v Africe a Jižní Americe.